# Рокировка
Рокиро́вка (фр. roquer, от rос «ладья» ) — ход в шахматах, заключающийся в горизонтальном перемещении короля в сторону ладьи своего цвета на 2 клетки и последующем перемещении ладьи на соседнюю с королём клетку по другую сторону от короля. Каждая из сторон может сделать одну рокировку в течение партии.
Смысл рокировки в том, что она позволяет одним ходом значительно изменить позицию короля (переместив его в менее опасное место), одновременно выводя на центральные вертикали сильную фигуру — ладью.

## Описание хода
Рокировка — двойной ход, который выполняют король и ладья, ни разу не ходившие.
- Сначала король делает ход на две клетки в сторону ладьи.
- Затем ладья переносится через короля и ставится на следующее за ним поле.

Рокировка считается одним ходом, несмотря на то, что передвигаются две фигуры. Некоторые книги для начинающих описывают рокировку как «ладья пододвигается вплотную к королю, а король перепрыгивает через неё» — так действительно проще научиться делать двойной ход, но правило «тронул — ходи» требует начинать рокировку именно с короля, так как передвижение короля сразу на два поля не может быть истолковано иначе как начало рокировки.
Рокировка возможна в двух направлениях: в сторону королевского фланга (в короткую сторону) и в сторону ферзевого фланга (в длинную сторону). При короткой рокировке король оказывается на начальной позиции коня, ладья — на позиции королевского слона. При длинной — король на позиции ферзевого слона, ладья на начальной позиции ферзя (см. диаграмму и фотографии).

## Условия обычной рокировки
В правилах ФИДЕ описаны правила рокировки.
- Рокировка невозможна в двух условиях:
  - если король по ходу партии уже делал ходы (включая ход-рокировку);
  - если ладья уже сделала ход.
- Рокировка временно невозможна:
  - если король находится под шахом, в результате рокировки пройдёт через битое поле или вновь встанет под шах[2].
  - если между королём и ладьёй, предназначенными для рокировки, находится другая фигура (своя или чужая)[3].
- Рокировка возможна при условии: (любители часто нарушают эти правила):
  - если ладья под боем, а король — нет[4] (в 1974 г. Виктор Корчной даже спросил судью насчёт этого правила);
  - если король ранее был под шахом, и от шаха избавились, прикрывшись или взяв «обидчика» другой фигурой (но при этом не сдвинули короля с начальной позиции);
  - если ладья, стоящая на ферзевом фланге, проходит через битое поле b1/b8, где в начале игры у игроков стоят кони.

## Этикет
Правила шахмат требуют выполнять ходы только одной рукой. Рокировка — это ход короля, поэтому игрок, выполняя её, должен начать с короля. Однако Федерация шахмат США разрешает начинать рокировку и с ладьи. Разрешается тронуть обе фигуры (одновременно или начиная с короля), а затем переставить их любым способом — но всё ещё одной рукой.
Если один из игроков сделал рокировку с нарушением правил, то он обязан поставить короля и ладью правильно. Если рокировка невозможна — вернуть короля и ладью на их первоначальные места и сделать какой-нибудь ход королём, если такой ход возможен (в том числе рокировку в другую сторону).
В шахматах Фишера в результате рокировки король и ладья встают на те же поля, что и в обычных шахматах. При этом, в зависимости от начальной расстановки фигур, двигаться могут и обе фигуры, и только король, и только ладья. Поэтому в них вышеописанное правило не действует, и игрок вправе перемещать рокируемые фигуры в любом порядке; рокировка считается сделанной, когда переключены часы. Если игра идёт без контроля времени, то, во избежание дезориентации партнёра, рокирующийся игрок должен перед тем, как передвинуть фигуры, сказать «рокируюсь» или «делаю рокировку».
В правиле «после третьего повтора объявляется ничья» право игроков на рокировку должно быть тем же во всех трёх позициях.
В играх с форой в ладью игрок может рокироваться несуществующей ладьёй, перемещая только короля.

## Нотация
В алгебраической нотации (как в отечественной, так и в зарубежной) рокировка в короткую сторону записывается как «0—0», в длинную как «0—0—0».

## История
Рокировка — относительно недавнее европейское нововведение в шахматы, которое датируется XIV—XV вв. Поэтому более ранние азиатские версии шахмат (сянци, чанги, сёги) не имеют такого хода.
Предшественником рокировки был «прыжок короля», появившийся, вероятно, в XIII веке. Якобус Цессолес упоминает, что первым ходом король мог «прыгнуть» на две клетки или даже на поле b1 или b2 (на три клетки). Согласно Лусене, в Испании правила шахмат, существовавшие до изменений конца XV века, дозволяли королю «прыжок» на две клетки, но если король получал шах, он терял такую возможность. Во всех вариациях правил король не мог сделать «прыжок» из-под шаха или через битое поле.
Генри Дэвидсон связывает появление рокировки в современном виде с революцией в правилах конца XV века, сделавшей слона и ферзя дальнобойными фигурами. Рокировка, таким образом, позволяла одновременно убрать короля из центра в более безопасное место и без потерь времени ввести в игру ладью.
К 1560 году, пишет Г. Мэррей, в Испании у короля был ещё только «прыжок», во Франции — и прыжок, и рокировка, в разных областях Италии применялись либо французские, либо испанские правила, а где-то ход короля включал и перемещение на одно поле пешки перед королём. В течение XVII века рокировка медленно и неравномерно закреплялась в европейских странах. Дольше всего нестандартные правила продержались в Италии. В 1683 году Франческо Пьяченца критиковал региональные отклонения, такие как разрешение рокировать уже ходившему королю или рокировку через битое поле; до конца XIX века в Италии были популярны моденские правила, дававшие игроку возможность выбрать, на какие поля поставить короля и ладью после рокировки.

### Вертикальная рокировка
|   | a | b | c | d | e | f | g | h |   |
| - | --- | --- | --- | --- | --- | --- | --- | --- | - |
| 8 | e6 белая пешка · d5 чёрная пешка · c4 чёрная пешка · g4 чёрная пешка · b3 чёрная пешка · c3 белая пешка · e3 чёрный король · f3 белая пешка · g3 белая пешка · h3 чёрная пешка · b2 белая пешка · h2 белая пешка · a1 белая ладья · e1 белый король · h1 белая ладья | e6 белая пешка · d5 чёрная пешка · c4 чёрная пешка · g4 чёрная пешка · b3 чёрная пешка · c3 белая пешка · e3 чёрный король · f3 белая пешка · g3 белая пешка · h3 чёрная пешка · b2 белая пешка · h2 белая пешка · a1 белая ладья · e1 белый король · h1 белая ладья | e6 белая пешка · d5 чёрная пешка · c4 чёрная пешка · g4 чёрная пешка · b3 чёрная пешка · c3 белая пешка · e3 чёрный король · f3 белая пешка · g3 белая пешка · h3 чёрная пешка · b2 белая пешка · h2 белая пешка · a1 белая ладья · e1 белый король · h1 белая ладья | e6 белая пешка · d5 чёрная пешка · c4 чёрная пешка · g4 чёрная пешка · b3 чёрная пешка · c3 белая пешка · e3 чёрный король · f3 белая пешка · g3 белая пешка · h3 чёрная пешка · b2 белая пешка · h2 белая пешка · a1 белая ладья · e1 белый король · h1 белая ладья | e6 белая пешка · d5 чёрная пешка · c4 чёрная пешка · g4 чёрная пешка · b3 чёрная пешка · c3 белая пешка · e3 чёрный король · f3 белая пешка · g3 белая пешка · h3 чёрная пешка · b2 белая пешка · h2 белая пешка · a1 белая ладья · e1 белый король · h1 белая ладья | e6 белая пешка · d5 чёрная пешка · c4 чёрная пешка · g4 чёрная пешка · b3 чёрная пешка · c3 белая пешка · e3 чёрный король · f3 белая пешка · g3 белая пешка · h3 чёрная пешка · b2 белая пешка · h2 белая пешка · a1 белая ладья · e1 белый король · h1 белая ладья | e6 белая пешка · d5 чёрная пешка · c4 чёрная пешка · g4 чёрная пешка · b3 чёрная пешка · c3 белая пешка · e3 чёрный король · f3 белая пешка · g3 белая пешка · h3 чёрная пешка · b2 белая пешка · h2 белая пешка · a1 белая ладья · e1 белый король · h1 белая ладья | e6 белая пешка · d5 чёрная пешка · c4 чёрная пешка · g4 чёрная пешка · b3 чёрная пешка · c3 белая пешка · e3 чёрный король · f3 белая пешка · g3 белая пешка · h3 чёрная пешка · b2 белая пешка · h2 белая пешка · a1 белая ладья · e1 белый король · h1 белая ладья | 8 |
| 7 | e6 белая пешка · d5 чёрная пешка · c4 чёрная пешка · g4 чёрная пешка · b3 чёрная пешка · c3 белая пешка · e3 чёрный король · f3 белая пешка · g3 белая пешка · h3 чёрная пешка · b2 белая пешка · h2 белая пешка · a1 белая ладья · e1 белый король · h1 белая ладья | e6 белая пешка · d5 чёрная пешка · c4 чёрная пешка · g4 чёрная пешка · b3 чёрная пешка · c3 белая пешка · e3 чёрный король · f3 белая пешка · g3 белая пешка · h3 чёрная пешка · b2 белая пешка · h2 белая пешка · a1 белая ладья · e1 белый король · h1 белая ладья | e6 белая пешка · d5 чёрная пешка · c4 чёрная пешка · g4 чёрная пешка · b3 чёрная пешка · c3 белая пешка · e3 чёрный король · f3 белая пешка · g3 белая пешка · h3 чёрная пешка · b2 белая пешка · h2 белая пешка · a1 белая ладья · e1 белый король · h1 белая ладья | e6 белая пешка · d5 чёрная пешка · c4 чёрная пешка · g4 чёрная пешка · b3 чёрная пешка · c3 белая пешка · e3 чёрный король · f3 белая пешка · g3 белая пешка · h3 чёрная пешка · b2 белая пешка · h2 белая пешка · a1 белая ладья · e1 белый король · h1 белая ладья | e6 белая пешка · d5 чёрная пешка · c4 чёрная пешка · g4 чёрная пешка · b3 чёрная пешка · c3 белая пешка · e3 чёрный король · f3 белая пешка · g3 белая пешка · h3 чёрная пешка · b2 белая пешка · h2 белая пешка · a1 белая ладья · e1 белый король · h1 белая ладья | e6 белая пешка · d5 чёрная пешка · c4 чёрная пешка · g4 чёрная пешка · b3 чёрная пешка · c3 белая пешка · e3 чёрный король · f3 белая пешка · g3 белая пешка · h3 чёрная пешка · b2 белая пешка · h2 белая пешка · a1 белая ладья · e1 белый король · h1 белая ладья | e6 белая пешка · d5 чёрная пешка · c4 чёрная пешка · g4 чёрная пешка · b3 чёрная пешка · c3 белая пешка · e3 чёрный король · f3 белая пешка · g3 белая пешка · h3 чёрная пешка · b2 белая пешка · h2 белая пешка · a1 белая ладья · e1 белый король · h1 белая ладья | e6 белая пешка · d5 чёрная пешка · c4 чёрная пешка · g4 чёрная пешка · b3 чёрная пешка · c3 белая пешка · e3 чёрный король · f3 белая пешка · g3 белая пешка · h3 чёрная пешка · b2 белая пешка · h2 белая пешка · a1 белая ладья · e1 белый король · h1 белая ладья | 7 |
| 6 | e6 белая пешка · d5 чёрная пешка · c4 чёрная пешка · g4 чёрная пешка · b3 чёрная пешка · c3 белая пешка · e3 чёрный король · f3 белая пешка · g3 белая пешка · h3 чёрная пешка · b2 белая пешка · h2 белая пешка · a1 белая ладья · e1 белый король · h1 белая ладья | e6 белая пешка · d5 чёрная пешка · c4 чёрная пешка · g4 чёрная пешка · b3 чёрная пешка · c3 белая пешка · e3 чёрный король · f3 белая пешка · g3 белая пешка · h3 чёрная пешка · b2 белая пешка · h2 белая пешка · a1 белая ладья · e1 белый король · h1 белая ладья | e6 белая пешка · d5 чёрная пешка · c4 чёрная пешка · g4 чёрная пешка · b3 чёрная пешка · c3 белая пешка · e3 чёрный король · f3 белая пешка · g3 белая пешка · h3 чёрная пешка · b2 белая пешка · h2 белая пешка · a1 белая ладья · e1 белый король · h1 белая ладья | e6 белая пешка · d5 чёрная пешка · c4 чёрная пешка · g4 чёрная пешка · b3 чёрная пешка · c3 белая пешка · e3 чёрный король · f3 белая пешка · g3 белая пешка · h3 чёрная пешка · b2 белая пешка · h2 белая пешка · a1 белая ладья · e1 белый король · h1 белая ладья | e6 белая пешка · d5 чёрная пешка · c4 чёрная пешка · g4 чёрная пешка · b3 чёрная пешка · c3 белая пешка · e3 чёрный король · f3 белая пешка · g3 белая пешка · h3 чёрная пешка · b2 белая пешка · h2 белая пешка · a1 белая ладья · e1 белый король · h1 белая ладья | e6 белая пешка · d5 чёрная пешка · c4 чёрная пешка · g4 чёрная пешка · b3 чёрная пешка · c3 белая пешка · e3 чёрный король · f3 белая пешка · g3 белая пешка · h3 чёрная пешка · b2 белая пешка · h2 белая пешка · a1 белая ладья · e1 белый король · h1 белая ладья | e6 белая пешка · d5 чёрная пешка · c4 чёрная пешка · g4 чёрная пешка · b3 чёрная пешка · c3 белая пешка · e3 чёрный король · f3 белая пешка · g3 белая пешка · h3 чёрная пешка · b2 белая пешка · h2 белая пешка · a1 белая ладья · e1 белый король · h1 белая ладья | e6 белая пешка · d5 чёрная пешка · c4 чёрная пешка · g4 чёрная пешка · b3 чёрная пешка · c3 белая пешка · e3 чёрный король · f3 белая пешка · g3 белая пешка · h3 чёрная пешка · b2 белая пешка · h2 белая пешка · a1 белая ладья · e1 белый король · h1 белая ладья | 6 |
| 5 | e6 белая пешка · d5 чёрная пешка · c4 чёрная пешка · g4 чёрная пешка · b3 чёрная пешка · c3 белая пешка · e3 чёрный король · f3 белая пешка · g3 белая пешка · h3 чёрная пешка · b2 белая пешка · h2 белая пешка · a1 белая ладья · e1 белый король · h1 белая ладья | e6 белая пешка · d5 чёрная пешка · c4 чёрная пешка · g4 чёрная пешка · b3 чёрная пешка · c3 белая пешка · e3 чёрный король · f3 белая пешка · g3 белая пешка · h3 чёрная пешка · b2 белая пешка · h2 белая пешка · a1 белая ладья · e1 белый король · h1 белая ладья | e6 белая пешка · d5 чёрная пешка · c4 чёрная пешка · g4 чёрная пешка · b3 чёрная пешка · c3 белая пешка · e3 чёрный король · f3 белая пешка · g3 белая пешка · h3 чёрная пешка · b2 белая пешка · h2 белая пешка · a1 белая ладья · e1 белый король · h1 белая ладья | e6 белая пешка · d5 чёрная пешка · c4 чёрная пешка · g4 чёрная пешка · b3 чёрная пешка · c3 белая пешка · e3 чёрный король · f3 белая пешка · g3 белая пешка · h3 чёрная пешка · b2 белая пешка · h2 белая пешка · a1 белая ладья · e1 белый король · h1 белая ладья | e6 белая пешка · d5 чёрная пешка · c4 чёрная пешка · g4 чёрная пешка · b3 чёрная пешка · c3 белая пешка · e3 чёрный король · f3 белая пешка · g3 белая пешка · h3 чёрная пешка · b2 белая пешка · h2 белая пешка · a1 белая ладья · e1 белый король · h1 белая ладья | e6 белая пешка · d5 чёрная пешка · c4 чёрная пешка · g4 чёрная пешка · b3 чёрная пешка · c3 белая пешка · e3 чёрный король · f3 белая пешка · g3 белая пешка · h3 чёрная пешка · b2 белая пешка · h2 белая пешка · a1 белая ладья · e1 белый король · h1 белая ладья | e6 белая пешка · d5 чёрная пешка · c4 чёрная пешка · g4 чёрная пешка · b3 чёрная пешка · c3 белая пешка · e3 чёрный король · f3 белая пешка · g3 белая пешка · h3 чёрная пешка · b2 белая пешка · h2 белая пешка · a1 белая ладья · e1 белый король · h1 белая ладья | e6 белая пешка · d5 чёрная пешка · c4 чёрная пешка · g4 чёрная пешка · b3 чёрная пешка · c3 белая пешка · e3 чёрный король · f3 белая пешка · g3 белая пешка · h3 чёрная пешка · b2 белая пешка · h2 белая пешка · a1 белая ладья · e1 белый король · h1 белая ладья | 5 |
| 4 | e6 белая пешка · d5 чёрная пешка · c4 чёрная пешка · g4 чёрная пешка · b3 чёрная пешка · c3 белая пешка · e3 чёрный король · f3 белая пешка · g3 белая пешка · h3 чёрная пешка · b2 белая пешка · h2 белая пешка · a1 белая ладья · e1 белый король · h1 белая ладья | e6 белая пешка · d5 чёрная пешка · c4 чёрная пешка · g4 чёрная пешка · b3 чёрная пешка · c3 белая пешка · e3 чёрный король · f3 белая пешка · g3 белая пешка · h3 чёрная пешка · b2 белая пешка · h2 белая пешка · a1 белая ладья · e1 белый король · h1 белая ладья | e6 белая пешка · d5 чёрная пешка · c4 чёрная пешка · g4 чёрная пешка · b3 чёрная пешка · c3 белая пешка · e3 чёрный король · f3 белая пешка · g3 белая пешка · h3 чёрная пешка · b2 белая пешка · h2 белая пешка · a1 белая ладья · e1 белый король · h1 белая ладья | e6 белая пешка · d5 чёрная пешка · c4 чёрная пешка · g4 чёрная пешка · b3 чёрная пешка · c3 белая пешка · e3 чёрный король · f3 белая пешка · g3 белая пешка · h3 чёрная пешка · b2 белая пешка · h2 белая пешка · a1 белая ладья · e1 белый король · h1 белая ладья | e6 белая пешка · d5 чёрная пешка · c4 чёрная пешка · g4 чёрная пешка · b3 чёрная пешка · c3 белая пешка · e3 чёрный король · f3 белая пешка · g3 белая пешка · h3 чёрная пешка · b2 белая пешка · h2 белая пешка · a1 белая ладья · e1 белый король · h1 белая ладья | e6 белая пешка · d5 чёрная пешка · c4 чёрная пешка · g4 чёрная пешка · b3 чёрная пешка · c3 белая пешка · e3 чёрный король · f3 белая пешка · g3 белая пешка · h3 чёрная пешка · b2 белая пешка · h2 белая пешка · a1 белая ладья · e1 белый король · h1 белая ладья | e6 белая пешка · d5 чёрная пешка · c4 чёрная пешка · g4 чёрная пешка · b3 чёрная пешка · c3 белая пешка · e3 чёрный король · f3 белая пешка · g3 белая пешка · h3 чёрная пешка · b2 белая пешка · h2 белая пешка · a1 белая ладья · e1 белый король · h1 белая ладья | e6 белая пешка · d5 чёрная пешка · c4 чёрная пешка · g4 чёрная пешка · b3 чёрная пешка · c3 белая пешка · e3 чёрный король · f3 белая пешка · g3 белая пешка · h3 чёрная пешка · b2 белая пешка · h2 белая пешка · a1 белая ладья · e1 белый король · h1 белая ладья | 4 |
| 3 | e6 белая пешка · d5 чёрная пешка · c4 чёрная пешка · g4 чёрная пешка · b3 чёрная пешка · c3 белая пешка · e3 чёрный король · f3 белая пешка · g3 белая пешка · h3 чёрная пешка · b2 белая пешка · h2 белая пешка · a1 белая ладья · e1 белый король · h1 белая ладья | e6 белая пешка · d5 чёрная пешка · c4 чёрная пешка · g4 чёрная пешка · b3 чёрная пешка · c3 белая пешка · e3 чёрный король · f3 белая пешка · g3 белая пешка · h3 чёрная пешка · b2 белая пешка · h2 белая пешка · a1 белая ладья · e1 белый король · h1 белая ладья | e6 белая пешка · d5 чёрная пешка · c4 чёрная пешка · g4 чёрная пешка · b3 чёрная пешка · c3 белая пешка · e3 чёрный король · f3 белая пешка · g3 белая пешка · h3 чёрная пешка · b2 белая пешка · h2 белая пешка · a1 белая ладья · e1 белый король · h1 белая ладья | e6 белая пешка · d5 чёрная пешка · c4 чёрная пешка · g4 чёрная пешка · b3 чёрная пешка · c3 белая пешка · e3 чёрный король · f3 белая пешка · g3 белая пешка · h3 чёрная пешка · b2 белая пешка · h2 белая пешка · a1 белая ладья · e1 белый король · h1 белая ладья | e6 белая пешка · d5 чёрная пешка · c4 чёрная пешка · g4 чёрная пешка · b3 чёрная пешка · c3 белая пешка · e3 чёрный король · f3 белая пешка · g3 белая пешка · h3 чёрная пешка · b2 белая пешка · h2 белая пешка · a1 белая ладья · e1 белый король · h1 белая ладья | e6 белая пешка · d5 чёрная пешка · c4 чёрная пешка · g4 чёрная пешка · b3 чёрная пешка · c3 белая пешка · e3 чёрный король · f3 белая пешка · g3 белая пешка · h3 чёрная пешка · b2 белая пешка · h2 белая пешка · a1 белая ладья · e1 белый король · h1 белая ладья | e6 белая пешка · d5 чёрная пешка · c4 чёрная пешка · g4 чёрная пешка · b3 чёрная пешка · c3 белая пешка · e3 чёрный король · f3 белая пешка · g3 белая пешка · h3 чёрная пешка · b2 белая пешка · h2 белая пешка · a1 белая ладья · e1 белый король · h1 белая ладья | e6 белая пешка · d5 чёрная пешка · c4 чёрная пешка · g4 чёрная пешка · b3 чёрная пешка · c3 белая пешка · e3 чёрный король · f3 белая пешка · g3 белая пешка · h3 чёрная пешка · b2 белая пешка · h2 белая пешка · a1 белая ладья · e1 белый король · h1 белая ладья | 3 |
| 2 | e6 белая пешка · d5 чёрная пешка · c4 чёрная пешка · g4 чёрная пешка · b3 чёрная пешка · c3 белая пешка · e3 чёрный король · f3 белая пешка · g3 белая пешка · h3 чёрная пешка · b2 белая пешка · h2 белая пешка · a1 белая ладья · e1 белый король · h1 белая ладья | e6 белая пешка · d5 чёрная пешка · c4 чёрная пешка · g4 чёрная пешка · b3 чёрная пешка · c3 белая пешка · e3 чёрный король · f3 белая пешка · g3 белая пешка · h3 чёрная пешка · b2 белая пешка · h2 белая пешка · a1 белая ладья · e1 белый король · h1 белая ладья | e6 белая пешка · d5 чёрная пешка · c4 чёрная пешка · g4 чёрная пешка · b3 чёрная пешка · c3 белая пешка · e3 чёрный король · f3 белая пешка · g3 белая пешка · h3 чёрная пешка · b2 белая пешка · h2 белая пешка · a1 белая ладья · e1 белый король · h1 белая ладья | e6 белая пешка · d5 чёрная пешка · c4 чёрная пешка · g4 чёрная пешка · b3 чёрная пешка · c3 белая пешка · e3 чёрный король · f3 белая пешка · g3 белая пешка · h3 чёрная пешка · b2 белая пешка · h2 белая пешка · a1 белая ладья · e1 белый король · h1 белая ладья | e6 белая пешка · d5 чёрная пешка · c4 чёрная пешка · g4 чёрная пешка · b3 чёрная пешка · c3 белая пешка · e3 чёрный король · f3 белая пешка · g3 белая пешка · h3 чёрная пешка · b2 белая пешка · h2 белая пешка · a1 белая ладья · e1 белый король · h1 белая ладья | e6 белая пешка · d5 чёрная пешка · c4 чёрная пешка · g4 чёрная пешка · b3 чёрная пешка · c3 белая пешка · e3 чёрный король · f3 белая пешка · g3 белая пешка · h3 чёрная пешка · b2 белая пешка · h2 белая пешка · a1 белая ладья · e1 белый король · h1 белая ладья | e6 белая пешка · d5 чёрная пешка · c4 чёрная пешка · g4 чёрная пешка · b3 чёрная пешка · c3 белая пешка · e3 чёрный король · f3 белая пешка · g3 белая пешка · h3 чёрная пешка · b2 белая пешка · h2 белая пешка · a1 белая ладья · e1 белый король · h1 белая ладья | e6 белая пешка · d5 чёрная пешка · c4 чёрная пешка · g4 чёрная пешка · b3 чёрная пешка · c3 белая пешка · e3 чёрный король · f3 белая пешка · g3 белая пешка · h3 чёрная пешка · b2 белая пешка · h2 белая пешка · a1 белая ладья · e1 белый король · h1 белая ладья | 2 |
| 1 | e6 белая пешка · d5 чёрная пешка · c4 чёрная пешка · g4 чёрная пешка · b3 чёрная пешка · c3 белая пешка · e3 чёрный король · f3 белая пешка · g3 белая пешка · h3 чёрная пешка · b2 белая пешка · h2 белая пешка · a1 белая ладья · e1 белый король · h1 белая ладья | e6 белая пешка · d5 чёрная пешка · c4 чёрная пешка · g4 чёрная пешка · b3 чёрная пешка · c3 белая пешка · e3 чёрный король · f3 белая пешка · g3 белая пешка · h3 чёрная пешка · b2 белая пешка · h2 белая пешка · a1 белая ладья · e1 белый король · h1 белая ладья | e6 белая пешка · d5 чёрная пешка · c4 чёрная пешка · g4 чёрная пешка · b3 чёрная пешка · c3 белая пешка · e3 чёрный король · f3 белая пешка · g3 белая пешка · h3 чёрная пешка · b2 белая пешка · h2 белая пешка · a1 белая ладья · e1 белый король · h1 белая ладья | e6 белая пешка · d5 чёрная пешка · c4 чёрная пешка · g4 чёрная пешка · b3 чёрная пешка · c3 белая пешка · e3 чёрный король · f3 белая пешка · g3 белая пешка · h3 чёрная пешка · b2 белая пешка · h2 белая пешка · a1 белая ладья · e1 белый король · h1 белая ладья | e6 белая пешка · d5 чёрная пешка · c4 чёрная пешка · g4 чёрная пешка · b3 чёрная пешка · c3 белая пешка · e3 чёрный король · f3 белая пешка · g3 белая пешка · h3 чёрная пешка · b2 белая пешка · h2 белая пешка · a1 белая ладья · e1 белый король · h1 белая ладья | e6 белая пешка · d5 чёрная пешка · c4 чёрная пешка · g4 чёрная пешка · b3 чёрная пешка · c3 белая пешка · e3 чёрный король · f3 белая пешка · g3 белая пешка · h3 чёрная пешка · b2 белая пешка · h2 белая пешка · a1 белая ладья · e1 белый король · h1 белая ладья | e6 белая пешка · d5 чёрная пешка · c4 чёрная пешка · g4 чёрная пешка · b3 чёрная пешка · c3 белая пешка · e3 чёрный король · f3 белая пешка · g3 белая пешка · h3 чёрная пешка · b2 белая пешка · h2 белая пешка · a1 белая ладья · e1 белый король · h1 белая ладья | e6 белая пешка · d5 чёрная пешка · c4 чёрная пешка · g4 чёрная пешка · b3 чёрная пешка · c3 белая пешка · e3 чёрный король · f3 белая пешка · g3 белая пешка · h3 чёрная пешка · b2 белая пешка · h2 белая пешка · a1 белая ладья · e1 белый король · h1 белая ладья | 1 |
|   | a | b | c | d | e | f | g | h |   |

В 1972 году нидерландский шахматист Тим Краббе придумал задачу-шутку, для решения которой нужно было совершить рокировку по вертикали.
Решение:
- 1. e7 ♚:f3
- 2. e8♖! ♚g2
- 3. 0-0-0-0-0-0#!!

Пешка доходит до e8 и становится ладьёй, затем король перемещается на e3, а ладья на e2, совершая вертикальную рокировку. Ни король, ни ладья не двигались до этого; значит, формально такая рокировка должна быть возможна, поскольку необходимость именно горизонтальной рокировки не была указана в правилах. После этого случая ФИДЕ пришлось выпустить уточнения к правилам о том, что рокировка может быть только горизонтальной.

## Варианты
Правила рокировки отличаются в некоторых «неклассических» вариантах шахмат. Например:
- В Случайных шахматах Фишера рокировка максимально приближена к классической: при соблюдении тех же обязательных условий она возможна как к левому, так и к правому краю доски для всех 960 начальных позиций. Конечная позиция рокируемых ладьи и короля, независимо от выбранной начальной расстановки, в точности соответствует конечной позиции соответствующей рокировки для классических шахмат. Поскольку в случайных шахматах изначально король стоит между ладьями, хоть одна фигура сходит. Рокировка невозможна, если хотя бы одно поле на маршруте короля битое.
- В шахматах Капабланки для досок 10×10 и 10×8 при рокировке король передвигается не на два поля в сторону ладьи, а на три.
- В некоторых позднейших вариантах шахмат, например, в гексагональных шахматах Глинского и в Grand Chess, от рокировки снова отказались. Отказ связан с тем, что используемые в этих играх правила ходов и расстановки фигур позволяют и без рокировки легко провести вывод ладьи на активную позицию и убрать короля с центра, где он более подвержен атаке.
- В гексагональных шахматах Шафрана рокировка не только возможна, но имеет больше вариантов: допускается как длинная, так и короткая рокировка на любом фланге.
- Рокировка отсутствует также в национальных азиатских видах шахмат сянци (китайские), чанги (корейские) и сёги (японские): эти игры выросли из ранних вариантов шахмат, где рокировки не было.

## Рокировка в шахматных программах
В компьютерных шахматных программах, чтобы совершить рокировку, надо передвинуть короля на требуемое место. Компьютер автоматически передвинет ладью.
В некоторых вариантах компьютерной записи партий рокировка записывается «O-O-O», с латинскими буквами «O» вместо нулей.

## Рокировка в шахматной композиции
В задачах и этюдах шахматной композиции рокировка по умолчанию считается возможной, кроме тех случаев, когда путём ретроанализа можно совершенно точно установить, что король или ладья уже ходили (то есть когда нет ни одной доказательной партии, в которой король и ладья не сделали бы ни одного хода).

## Ошибки при рокировке
|   | a | b | c | d | e | f | g | h |   |
| - | --- | --- | --- | --- | --- | --- | --- | --- | - |
| 8 | c8 чёрный король · d8 чёрная ладья · a7 чёрная пешка · b7 чёрная пешка · e7 чёрный конь · g7 чёрная пешка · a5 чёрный конь · d5 белая пешка · e5 белая пешка · f5 чёрный ферзь · b4 белый конь · c4 чёрная пешка · f4 чёрная пешка · c3 белая пешка · f3 белый ферзь · a2 белая пешка · f2 белый слон · h2 чёрная ладья · a1 белая ладья · e1 белый король | c8 чёрный король · d8 чёрная ладья · a7 чёрная пешка · b7 чёрная пешка · e7 чёрный конь · g7 чёрная пешка · a5 чёрный конь · d5 белая пешка · e5 белая пешка · f5 чёрный ферзь · b4 белый конь · c4 чёрная пешка · f4 чёрная пешка · c3 белая пешка · f3 белый ферзь · a2 белая пешка · f2 белый слон · h2 чёрная ладья · a1 белая ладья · e1 белый король | c8 чёрный король · d8 чёрная ладья · a7 чёрная пешка · b7 чёрная пешка · e7 чёрный конь · g7 чёрная пешка · a5 чёрный конь · d5 белая пешка · e5 белая пешка · f5 чёрный ферзь · b4 белый конь · c4 чёрная пешка · f4 чёрная пешка · c3 белая пешка · f3 белый ферзь · a2 белая пешка · f2 белый слон · h2 чёрная ладья · a1 белая ладья · e1 белый король | c8 чёрный король · d8 чёрная ладья · a7 чёрная пешка · b7 чёрная пешка · e7 чёрный конь · g7 чёрная пешка · a5 чёрный конь · d5 белая пешка · e5 белая пешка · f5 чёрный ферзь · b4 белый конь · c4 чёрная пешка · f4 чёрная пешка · c3 белая пешка · f3 белый ферзь · a2 белая пешка · f2 белый слон · h2 чёрная ладья · a1 белая ладья · e1 белый король | c8 чёрный король · d8 чёрная ладья · a7 чёрная пешка · b7 чёрная пешка · e7 чёрный конь · g7 чёрная пешка · a5 чёрный конь · d5 белая пешка · e5 белая пешка · f5 чёрный ферзь · b4 белый конь · c4 чёрная пешка · f4 чёрная пешка · c3 белая пешка · f3 белый ферзь · a2 белая пешка · f2 белый слон · h2 чёрная ладья · a1 белая ладья · e1 белый король | c8 чёрный король · d8 чёрная ладья · a7 чёрная пешка · b7 чёрная пешка · e7 чёрный конь · g7 чёрная пешка · a5 чёрный конь · d5 белая пешка · e5 белая пешка · f5 чёрный ферзь · b4 белый конь · c4 чёрная пешка · f4 чёрная пешка · c3 белая пешка · f3 белый ферзь · a2 белая пешка · f2 белый слон · h2 чёрная ладья · a1 белая ладья · e1 белый король | c8 чёрный король · d8 чёрная ладья · a7 чёрная пешка · b7 чёрная пешка · e7 чёрный конь · g7 чёрная пешка · a5 чёрный конь · d5 белая пешка · e5 белая пешка · f5 чёрный ферзь · b4 белый конь · c4 чёрная пешка · f4 чёрная пешка · c3 белая пешка · f3 белый ферзь · a2 белая пешка · f2 белый слон · h2 чёрная ладья · a1 белая ладья · e1 белый король | c8 чёрный король · d8 чёрная ладья · a7 чёрная пешка · b7 чёрная пешка · e7 чёрный конь · g7 чёрная пешка · a5 чёрный конь · d5 белая пешка · e5 белая пешка · f5 чёрный ферзь · b4 белый конь · c4 чёрная пешка · f4 чёрная пешка · c3 белая пешка · f3 белый ферзь · a2 белая пешка · f2 белый слон · h2 чёрная ладья · a1 белая ладья · e1 белый король | 8 |
| 7 | c8 чёрный король · d8 чёрная ладья · a7 чёрная пешка · b7 чёрная пешка · e7 чёрный конь · g7 чёрная пешка · a5 чёрный конь · d5 белая пешка · e5 белая пешка · f5 чёрный ферзь · b4 белый конь · c4 чёрная пешка · f4 чёрная пешка · c3 белая пешка · f3 белый ферзь · a2 белая пешка · f2 белый слон · h2 чёрная ладья · a1 белая ладья · e1 белый король | c8 чёрный король · d8 чёрная ладья · a7 чёрная пешка · b7 чёрная пешка · e7 чёрный конь · g7 чёрная пешка · a5 чёрный конь · d5 белая пешка · e5 белая пешка · f5 чёрный ферзь · b4 белый конь · c4 чёрная пешка · f4 чёрная пешка · c3 белая пешка · f3 белый ферзь · a2 белая пешка · f2 белый слон · h2 чёрная ладья · a1 белая ладья · e1 белый король | c8 чёрный король · d8 чёрная ладья · a7 чёрная пешка · b7 чёрная пешка · e7 чёрный конь · g7 чёрная пешка · a5 чёрный конь · d5 белая пешка · e5 белая пешка · f5 чёрный ферзь · b4 белый конь · c4 чёрная пешка · f4 чёрная пешка · c3 белая пешка · f3 белый ферзь · a2 белая пешка · f2 белый слон · h2 чёрная ладья · a1 белая ладья · e1 белый король | c8 чёрный король · d8 чёрная ладья · a7 чёрная пешка · b7 чёрная пешка · e7 чёрный конь · g7 чёрная пешка · a5 чёрный конь · d5 белая пешка · e5 белая пешка · f5 чёрный ферзь · b4 белый конь · c4 чёрная пешка · f4 чёрная пешка · c3 белая пешка · f3 белый ферзь · a2 белая пешка · f2 белый слон · h2 чёрная ладья · a1 белая ладья · e1 белый король | c8 чёрный король · d8 чёрная ладья · a7 чёрная пешка · b7 чёрная пешка · e7 чёрный конь · g7 чёрная пешка · a5 чёрный конь · d5 белая пешка · e5 белая пешка · f5 чёрный ферзь · b4 белый конь · c4 чёрная пешка · f4 чёрная пешка · c3 белая пешка · f3 белый ферзь · a2 белая пешка · f2 белый слон · h2 чёрная ладья · a1 белая ладья · e1 белый король | c8 чёрный король · d8 чёрная ладья · a7 чёрная пешка · b7 чёрная пешка · e7 чёрный конь · g7 чёрная пешка · a5 чёрный конь · d5 белая пешка · e5 белая пешка · f5 чёрный ферзь · b4 белый конь · c4 чёрная пешка · f4 чёрная пешка · c3 белая пешка · f3 белый ферзь · a2 белая пешка · f2 белый слон · h2 чёрная ладья · a1 белая ладья · e1 белый король | c8 чёрный король · d8 чёрная ладья · a7 чёрная пешка · b7 чёрная пешка · e7 чёрный конь · g7 чёрная пешка · a5 чёрный конь · d5 белая пешка · e5 белая пешка · f5 чёрный ферзь · b4 белый конь · c4 чёрная пешка · f4 чёрная пешка · c3 белая пешка · f3 белый ферзь · a2 белая пешка · f2 белый слон · h2 чёрная ладья · a1 белая ладья · e1 белый король | c8 чёрный король · d8 чёрная ладья · a7 чёрная пешка · b7 чёрная пешка · e7 чёрный конь · g7 чёрная пешка · a5 чёрный конь · d5 белая пешка · e5 белая пешка · f5 чёрный ферзь · b4 белый конь · c4 чёрная пешка · f4 чёрная пешка · c3 белая пешка · f3 белый ферзь · a2 белая пешка · f2 белый слон · h2 чёрная ладья · a1 белая ладья · e1 белый король | 7 |
| 6 | c8 чёрный король · d8 чёрная ладья · a7 чёрная пешка · b7 чёрная пешка · e7 чёрный конь · g7 чёрная пешка · a5 чёрный конь · d5 белая пешка · e5 белая пешка · f5 чёрный ферзь · b4 белый конь · c4 чёрная пешка · f4 чёрная пешка · c3 белая пешка · f3 белый ферзь · a2 белая пешка · f2 белый слон · h2 чёрная ладья · a1 белая ладья · e1 белый король | c8 чёрный король · d8 чёрная ладья · a7 чёрная пешка · b7 чёрная пешка · e7 чёрный конь · g7 чёрная пешка · a5 чёрный конь · d5 белая пешка · e5 белая пешка · f5 чёрный ферзь · b4 белый конь · c4 чёрная пешка · f4 чёрная пешка · c3 белая пешка · f3 белый ферзь · a2 белая пешка · f2 белый слон · h2 чёрная ладья · a1 белая ладья · e1 белый король | c8 чёрный король · d8 чёрная ладья · a7 чёрная пешка · b7 чёрная пешка · e7 чёрный конь · g7 чёрная пешка · a5 чёрный конь · d5 белая пешка · e5 белая пешка · f5 чёрный ферзь · b4 белый конь · c4 чёрная пешка · f4 чёрная пешка · c3 белая пешка · f3 белый ферзь · a2 белая пешка · f2 белый слон · h2 чёрная ладья · a1 белая ладья · e1 белый король | c8 чёрный король · d8 чёрная ладья · a7 чёрная пешка · b7 чёрная пешка · e7 чёрный конь · g7 чёрная пешка · a5 чёрный конь · d5 белая пешка · e5 белая пешка · f5 чёрный ферзь · b4 белый конь · c4 чёрная пешка · f4 чёрная пешка · c3 белая пешка · f3 белый ферзь · a2 белая пешка · f2 белый слон · h2 чёрная ладья · a1 белая ладья · e1 белый король | c8 чёрный король · d8 чёрная ладья · a7 чёрная пешка · b7 чёрная пешка · e7 чёрный конь · g7 чёрная пешка · a5 чёрный конь · d5 белая пешка · e5 белая пешка · f5 чёрный ферзь · b4 белый конь · c4 чёрная пешка · f4 чёрная пешка · c3 белая пешка · f3 белый ферзь · a2 белая пешка · f2 белый слон · h2 чёрная ладья · a1 белая ладья · e1 белый король | c8 чёрный король · d8 чёрная ладья · a7 чёрная пешка · b7 чёрная пешка · e7 чёрный конь · g7 чёрная пешка · a5 чёрный конь · d5 белая пешка · e5 белая пешка · f5 чёрный ферзь · b4 белый конь · c4 чёрная пешка · f4 чёрная пешка · c3 белая пешка · f3 белый ферзь · a2 белая пешка · f2 белый слон · h2 чёрная ладья · a1 белая ладья · e1 белый король | c8 чёрный король · d8 чёрная ладья · a7 чёрная пешка · b7 чёрная пешка · e7 чёрный конь · g7 чёрная пешка · a5 чёрный конь · d5 белая пешка · e5 белая пешка · f5 чёрный ферзь · b4 белый конь · c4 чёрная пешка · f4 чёрная пешка · c3 белая пешка · f3 белый ферзь · a2 белая пешка · f2 белый слон · h2 чёрная ладья · a1 белая ладья · e1 белый король | c8 чёрный король · d8 чёрная ладья · a7 чёрная пешка · b7 чёрная пешка · e7 чёрный конь · g7 чёрная пешка · a5 чёрный конь · d5 белая пешка · e5 белая пешка · f5 чёрный ферзь · b4 белый конь · c4 чёрная пешка · f4 чёрная пешка · c3 белая пешка · f3 белый ферзь · a2 белая пешка · f2 белый слон · h2 чёрная ладья · a1 белая ладья · e1 белый король | 6 |
| 5 | c8 чёрный король · d8 чёрная ладья · a7 чёрная пешка · b7 чёрная пешка · e7 чёрный конь · g7 чёрная пешка · a5 чёрный конь · d5 белая пешка · e5 белая пешка · f5 чёрный ферзь · b4 белый конь · c4 чёрная пешка · f4 чёрная пешка · c3 белая пешка · f3 белый ферзь · a2 белая пешка · f2 белый слон · h2 чёрная ладья · a1 белая ладья · e1 белый король | c8 чёрный король · d8 чёрная ладья · a7 чёрная пешка · b7 чёрная пешка · e7 чёрный конь · g7 чёрная пешка · a5 чёрный конь · d5 белая пешка · e5 белая пешка · f5 чёрный ферзь · b4 белый конь · c4 чёрная пешка · f4 чёрная пешка · c3 белая пешка · f3 белый ферзь · a2 белая пешка · f2 белый слон · h2 чёрная ладья · a1 белая ладья · e1 белый король | c8 чёрный король · d8 чёрная ладья · a7 чёрная пешка · b7 чёрная пешка · e7 чёрный конь · g7 чёрная пешка · a5 чёрный конь · d5 белая пешка · e5 белая пешка · f5 чёрный ферзь · b4 белый конь · c4 чёрная пешка · f4 чёрная пешка · c3 белая пешка · f3 белый ферзь · a2 белая пешка · f2 белый слон · h2 чёрная ладья · a1 белая ладья · e1 белый король | c8 чёрный король · d8 чёрная ладья · a7 чёрная пешка · b7 чёрная пешка · e7 чёрный конь · g7 чёрная пешка · a5 чёрный конь · d5 белая пешка · e5 белая пешка · f5 чёрный ферзь · b4 белый конь · c4 чёрная пешка · f4 чёрная пешка · c3 белая пешка · f3 белый ферзь · a2 белая пешка · f2 белый слон · h2 чёрная ладья · a1 белая ладья · e1 белый король | c8 чёрный король · d8 чёрная ладья · a7 чёрная пешка · b7 чёрная пешка · e7 чёрный конь · g7 чёрная пешка · a5 чёрный конь · d5 белая пешка · e5 белая пешка · f5 чёрный ферзь · b4 белый конь · c4 чёрная пешка · f4 чёрная пешка · c3 белая пешка · f3 белый ферзь · a2 белая пешка · f2 белый слон · h2 чёрная ладья · a1 белая ладья · e1 белый король | c8 чёрный король · d8 чёрная ладья · a7 чёрная пешка · b7 чёрная пешка · e7 чёрный конь · g7 чёрная пешка · a5 чёрный конь · d5 белая пешка · e5 белая пешка · f5 чёрный ферзь · b4 белый конь · c4 чёрная пешка · f4 чёрная пешка · c3 белая пешка · f3 белый ферзь · a2 белая пешка · f2 белый слон · h2 чёрная ладья · a1 белая ладья · e1 белый король | c8 чёрный король · d8 чёрная ладья · a7 чёрная пешка · b7 чёрная пешка · e7 чёрный конь · g7 чёрная пешка · a5 чёрный конь · d5 белая пешка · e5 белая пешка · f5 чёрный ферзь · b4 белый конь · c4 чёрная пешка · f4 чёрная пешка · c3 белая пешка · f3 белый ферзь · a2 белая пешка · f2 белый слон · h2 чёрная ладья · a1 белая ладья · e1 белый король | c8 чёрный король · d8 чёрная ладья · a7 чёрная пешка · b7 чёрная пешка · e7 чёрный конь · g7 чёрная пешка · a5 чёрный конь · d5 белая пешка · e5 белая пешка · f5 чёрный ферзь · b4 белый конь · c4 чёрная пешка · f4 чёрная пешка · c3 белая пешка · f3 белый ферзь · a2 белая пешка · f2 белый слон · h2 чёрная ладья · a1 белая ладья · e1 белый король | 5 |
| 4 | c8 чёрный король · d8 чёрная ладья · a7 чёрная пешка · b7 чёрная пешка · e7 чёрный конь · g7 чёрная пешка · a5 чёрный конь · d5 белая пешка · e5 белая пешка · f5 чёрный ферзь · b4 белый конь · c4 чёрная пешка · f4 чёрная пешка · c3 белая пешка · f3 белый ферзь · a2 белая пешка · f2 белый слон · h2 чёрная ладья · a1 белая ладья · e1 белый король | c8 чёрный король · d8 чёрная ладья · a7 чёрная пешка · b7 чёрная пешка · e7 чёрный конь · g7 чёрная пешка · a5 чёрный конь · d5 белая пешка · e5 белая пешка · f5 чёрный ферзь · b4 белый конь · c4 чёрная пешка · f4 чёрная пешка · c3 белая пешка · f3 белый ферзь · a2 белая пешка · f2 белый слон · h2 чёрная ладья · a1 белая ладья · e1 белый король | c8 чёрный король · d8 чёрная ладья · a7 чёрная пешка · b7 чёрная пешка · e7 чёрный конь · g7 чёрная пешка · a5 чёрный конь · d5 белая пешка · e5 белая пешка · f5 чёрный ферзь · b4 белый конь · c4 чёрная пешка · f4 чёрная пешка · c3 белая пешка · f3 белый ферзь · a2 белая пешка · f2 белый слон · h2 чёрная ладья · a1 белая ладья · e1 белый король | c8 чёрный король · d8 чёрная ладья · a7 чёрная пешка · b7 чёрная пешка · e7 чёрный конь · g7 чёрная пешка · a5 чёрный конь · d5 белая пешка · e5 белая пешка · f5 чёрный ферзь · b4 белый конь · c4 чёрная пешка · f4 чёрная пешка · c3 белая пешка · f3 белый ферзь · a2 белая пешка · f2 белый слон · h2 чёрная ладья · a1 белая ладья · e1 белый король | c8 чёрный король · d8 чёрная ладья · a7 чёрная пешка · b7 чёрная пешка · e7 чёрный конь · g7 чёрная пешка · a5 чёрный конь · d5 белая пешка · e5 белая пешка · f5 чёрный ферзь · b4 белый конь · c4 чёрная пешка · f4 чёрная пешка · c3 белая пешка · f3 белый ферзь · a2 белая пешка · f2 белый слон · h2 чёрная ладья · a1 белая ладья · e1 белый король | c8 чёрный король · d8 чёрная ладья · a7 чёрная пешка · b7 чёрная пешка · e7 чёрный конь · g7 чёрная пешка · a5 чёрный конь · d5 белая пешка · e5 белая пешка · f5 чёрный ферзь · b4 белый конь · c4 чёрная пешка · f4 чёрная пешка · c3 белая пешка · f3 белый ферзь · a2 белая пешка · f2 белый слон · h2 чёрная ладья · a1 белая ладья · e1 белый король | c8 чёрный король · d8 чёрная ладья · a7 чёрная пешка · b7 чёрная пешка · e7 чёрный конь · g7 чёрная пешка · a5 чёрный конь · d5 белая пешка · e5 белая пешка · f5 чёрный ферзь · b4 белый конь · c4 чёрная пешка · f4 чёрная пешка · c3 белая пешка · f3 белый ферзь · a2 белая пешка · f2 белый слон · h2 чёрная ладья · a1 белая ладья · e1 белый король | c8 чёрный король · d8 чёрная ладья · a7 чёрная пешка · b7 чёрная пешка · e7 чёрный конь · g7 чёрная пешка · a5 чёрный конь · d5 белая пешка · e5 белая пешка · f5 чёрный ферзь · b4 белый конь · c4 чёрная пешка · f4 чёрная пешка · c3 белая пешка · f3 белый ферзь · a2 белая пешка · f2 белый слон · h2 чёрная ладья · a1 белая ладья · e1 белый король | 4 |
| 3 | c8 чёрный король · d8 чёрная ладья · a7 чёрная пешка · b7 чёрная пешка · e7 чёрный конь · g7 чёрная пешка · a5 чёрный конь · d5 белая пешка · e5 белая пешка · f5 чёрный ферзь · b4 белый конь · c4 чёрная пешка · f4 чёрная пешка · c3 белая пешка · f3 белый ферзь · a2 белая пешка · f2 белый слон · h2 чёрная ладья · a1 белая ладья · e1 белый король | c8 чёрный король · d8 чёрная ладья · a7 чёрная пешка · b7 чёрная пешка · e7 чёрный конь · g7 чёрная пешка · a5 чёрный конь · d5 белая пешка · e5 белая пешка · f5 чёрный ферзь · b4 белый конь · c4 чёрная пешка · f4 чёрная пешка · c3 белая пешка · f3 белый ферзь · a2 белая пешка · f2 белый слон · h2 чёрная ладья · a1 белая ладья · e1 белый король | c8 чёрный король · d8 чёрная ладья · a7 чёрная пешка · b7 чёрная пешка · e7 чёрный конь · g7 чёрная пешка · a5 чёрный конь · d5 белая пешка · e5 белая пешка · f5 чёрный ферзь · b4 белый конь · c4 чёрная пешка · f4 чёрная пешка · c3 белая пешка · f3 белый ферзь · a2 белая пешка · f2 белый слон · h2 чёрная ладья · a1 белая ладья · e1 белый король | c8 чёрный король · d8 чёрная ладья · a7 чёрная пешка · b7 чёрная пешка · e7 чёрный конь · g7 чёрная пешка · a5 чёрный конь · d5 белая пешка · e5 белая пешка · f5 чёрный ферзь · b4 белый конь · c4 чёрная пешка · f4 чёрная пешка · c3 белая пешка · f3 белый ферзь · a2 белая пешка · f2 белый слон · h2 чёрная ладья · a1 белая ладья · e1 белый король | c8 чёрный король · d8 чёрная ладья · a7 чёрная пешка · b7 чёрная пешка · e7 чёрный конь · g7 чёрная пешка · a5 чёрный конь · d5 белая пешка · e5 белая пешка · f5 чёрный ферзь · b4 белый конь · c4 чёрная пешка · f4 чёрная пешка · c3 белая пешка · f3 белый ферзь · a2 белая пешка · f2 белый слон · h2 чёрная ладья · a1 белая ладья · e1 белый король | c8 чёрный король · d8 чёрная ладья · a7 чёрная пешка · b7 чёрная пешка · e7 чёрный конь · g7 чёрная пешка · a5 чёрный конь · d5 белая пешка · e5 белая пешка · f5 чёрный ферзь · b4 белый конь · c4 чёрная пешка · f4 чёрная пешка · c3 белая пешка · f3 белый ферзь · a2 белая пешка · f2 белый слон · h2 чёрная ладья · a1 белая ладья · e1 белый король | c8 чёрный король · d8 чёрная ладья · a7 чёрная пешка · b7 чёрная пешка · e7 чёрный конь · g7 чёрная пешка · a5 чёрный конь · d5 белая пешка · e5 белая пешка · f5 чёрный ферзь · b4 белый конь · c4 чёрная пешка · f4 чёрная пешка · c3 белая пешка · f3 белый ферзь · a2 белая пешка · f2 белый слон · h2 чёрная ладья · a1 белая ладья · e1 белый король | c8 чёрный король · d8 чёрная ладья · a7 чёрная пешка · b7 чёрная пешка · e7 чёрный конь · g7 чёрная пешка · a5 чёрный конь · d5 белая пешка · e5 белая пешка · f5 чёрный ферзь · b4 белый конь · c4 чёрная пешка · f4 чёрная пешка · c3 белая пешка · f3 белый ферзь · a2 белая пешка · f2 белый слон · h2 чёрная ладья · a1 белая ладья · e1 белый король | 3 |
| 2 | c8 чёрный король · d8 чёрная ладья · a7 чёрная пешка · b7 чёрная пешка · e7 чёрный конь · g7 чёрная пешка · a5 чёрный конь · d5 белая пешка · e5 белая пешка · f5 чёрный ферзь · b4 белый конь · c4 чёрная пешка · f4 чёрная пешка · c3 белая пешка · f3 белый ферзь · a2 белая пешка · f2 белый слон · h2 чёрная ладья · a1 белая ладья · e1 белый король | c8 чёрный король · d8 чёрная ладья · a7 чёрная пешка · b7 чёрная пешка · e7 чёрный конь · g7 чёрная пешка · a5 чёрный конь · d5 белая пешка · e5 белая пешка · f5 чёрный ферзь · b4 белый конь · c4 чёрная пешка · f4 чёрная пешка · c3 белая пешка · f3 белый ферзь · a2 белая пешка · f2 белый слон · h2 чёрная ладья · a1 белая ладья · e1 белый король | c8 чёрный король · d8 чёрная ладья · a7 чёрная пешка · b7 чёрная пешка · e7 чёрный конь · g7 чёрная пешка · a5 чёрный конь · d5 белая пешка · e5 белая пешка · f5 чёрный ферзь · b4 белый конь · c4 чёрная пешка · f4 чёрная пешка · c3 белая пешка · f3 белый ферзь · a2 белая пешка · f2 белый слон · h2 чёрная ладья · a1 белая ладья · e1 белый король | c8 чёрный король · d8 чёрная ладья · a7 чёрная пешка · b7 чёрная пешка · e7 чёрный конь · g7 чёрная пешка · a5 чёрный конь · d5 белая пешка · e5 белая пешка · f5 чёрный ферзь · b4 белый конь · c4 чёрная пешка · f4 чёрная пешка · c3 белая пешка · f3 белый ферзь · a2 белая пешка · f2 белый слон · h2 чёрная ладья · a1 белая ладья · e1 белый король | c8 чёрный король · d8 чёрная ладья · a7 чёрная пешка · b7 чёрная пешка · e7 чёрный конь · g7 чёрная пешка · a5 чёрный конь · d5 белая пешка · e5 белая пешка · f5 чёрный ферзь · b4 белый конь · c4 чёрная пешка · f4 чёрная пешка · c3 белая пешка · f3 белый ферзь · a2 белая пешка · f2 белый слон · h2 чёрная ладья · a1 белая ладья · e1 белый король | c8 чёрный король · d8 чёрная ладья · a7 чёрная пешка · b7 чёрная пешка · e7 чёрный конь · g7 чёрная пешка · a5 чёрный конь · d5 белая пешка · e5 белая пешка · f5 чёрный ферзь · b4 белый конь · c4 чёрная пешка · f4 чёрная пешка · c3 белая пешка · f3 белый ферзь · a2 белая пешка · f2 белый слон · h2 чёрная ладья · a1 белая ладья · e1 белый король | c8 чёрный король · d8 чёрная ладья · a7 чёрная пешка · b7 чёрная пешка · e7 чёрный конь · g7 чёрная пешка · a5 чёрный конь · d5 белая пешка · e5 белая пешка · f5 чёрный ферзь · b4 белый конь · c4 чёрная пешка · f4 чёрная пешка · c3 белая пешка · f3 белый ферзь · a2 белая пешка · f2 белый слон · h2 чёрная ладья · a1 белая ладья · e1 белый король | c8 чёрный король · d8 чёрная ладья · a7 чёрная пешка · b7 чёрная пешка · e7 чёрный конь · g7 чёрная пешка · a5 чёрный конь · d5 белая пешка · e5 белая пешка · f5 чёрный ферзь · b4 белый конь · c4 чёрная пешка · f4 чёрная пешка · c3 белая пешка · f3 белый ферзь · a2 белая пешка · f2 белый слон · h2 чёрная ладья · a1 белая ладья · e1 белый король | 2 |
| 1 | c8 чёрный король · d8 чёрная ладья · a7 чёрная пешка · b7 чёрная пешка · e7 чёрный конь · g7 чёрная пешка · a5 чёрный конь · d5 белая пешка · e5 белая пешка · f5 чёрный ферзь · b4 белый конь · c4 чёрная пешка · f4 чёрная пешка · c3 белая пешка · f3 белый ферзь · a2 белая пешка · f2 белый слон · h2 чёрная ладья · a1 белая ладья · e1 белый король | c8 чёрный король · d8 чёрная ладья · a7 чёрная пешка · b7 чёрная пешка · e7 чёрный конь · g7 чёрная пешка · a5 чёрный конь · d5 белая пешка · e5 белая пешка · f5 чёрный ферзь · b4 белый конь · c4 чёрная пешка · f4 чёрная пешка · c3 белая пешка · f3 белый ферзь · a2 белая пешка · f2 белый слон · h2 чёрная ладья · a1 белая ладья · e1 белый король | c8 чёрный король · d8 чёрная ладья · a7 чёрная пешка · b7 чёрная пешка · e7 чёрный конь · g7 чёрная пешка · a5 чёрный конь · d5 белая пешка · e5 белая пешка · f5 чёрный ферзь · b4 белый конь · c4 чёрная пешка · f4 чёрная пешка · c3 белая пешка · f3 белый ферзь · a2 белая пешка · f2 белый слон · h2 чёрная ладья · a1 белая ладья · e1 белый король | c8 чёрный король · d8 чёрная ладья · a7 чёрная пешка · b7 чёрная пешка · e7 чёрный конь · g7 чёрная пешка · a5 чёрный конь · d5 белая пешка · e5 белая пешка · f5 чёрный ферзь · b4 белый конь · c4 чёрная пешка · f4 чёрная пешка · c3 белая пешка · f3 белый ферзь · a2 белая пешка · f2 белый слон · h2 чёрная ладья · a1 белая ладья · e1 белый король | c8 чёрный король · d8 чёрная ладья · a7 чёрная пешка · b7 чёрная пешка · e7 чёрный конь · g7 чёрная пешка · a5 чёрный конь · d5 белая пешка · e5 белая пешка · f5 чёрный ферзь · b4 белый конь · c4 чёрная пешка · f4 чёрная пешка · c3 белая пешка · f3 белый ферзь · a2 белая пешка · f2 белый слон · h2 чёрная ладья · a1 белая ладья · e1 белый король | c8 чёрный король · d8 чёрная ладья · a7 чёрная пешка · b7 чёрная пешка · e7 чёрный конь · g7 чёрная пешка · a5 чёрный конь · d5 белая пешка · e5 белая пешка · f5 чёрный ферзь · b4 белый конь · c4 чёрная пешка · f4 чёрная пешка · c3 белая пешка · f3 белый ферзь · a2 белая пешка · f2 белый слон · h2 чёрная ладья · a1 белая ладья · e1 белый король | c8 чёрный король · d8 чёрная ладья · a7 чёрная пешка · b7 чёрная пешка · e7 чёрный конь · g7 чёрная пешка · a5 чёрный конь · d5 белая пешка · e5 белая пешка · f5 чёрный ферзь · b4 белый конь · c4 чёрная пешка · f4 чёрная пешка · c3 белая пешка · f3 белый ферзь · a2 белая пешка · f2 белый слон · h2 чёрная ладья · a1 белая ладья · e1 белый король | c8 чёрный король · d8 чёрная ладья · a7 чёрная пешка · b7 чёрная пешка · e7 чёрный конь · g7 чёрная пешка · a5 чёрный конь · d5 белая пешка · e5 белая пешка · f5 чёрный ферзь · b4 белый конь · c4 чёрная пешка · f4 чёрная пешка · c3 белая пешка · f3 белый ферзь · a2 белая пешка · f2 белый слон · h2 чёрная ладья · a1 белая ладья · e1 белый король | 1 |
|   | a | b | c | d | e | f | g | h |   |

Известна как минимум одна турнирная партия, где правила рокировки были нарушены. В партии Вольфганга Хайденфельда (1911—1981) с Ником Керинсом в Дублине в 1973 году рокировка была совершена трижды: один раз чёрными и дважды белыми. На диаграмме приведена позиция после 32-го хода чёрных. К этому моменту и белые, и чёрные успели совершить рокировку (белые — в короткую сторону). Впоследствии белый король «пешком» дошёл до поля e1 и в этот момент совершил вторую рокировку — в длинную сторону. Ход этот был, конечно же, совершен не по правилам, но ошибка была замечена только по окончании партии. Согласно кодексу ФИДЕ, в таких случаях партия либо переигрывается, либо совершившему нелегальный ход присуждается поражение. Так как партия в результате все равно окончилась поражением белых, её решили не переигрывать. Вот полный текст этой партии:
1.e4 e6 2.d4 d5 3.Be3 Nf6 4.e5 Nfd7 5.f4 c5 6.c3 Nc6 7.Nf3 Qb6 8.Qd2 c4 9.Be2 Na5 10.O-O f5 11.Ng5 Be7 12.g4 Bxg5 13.fxg5 Nf8 14.gxf5 exf5 15.Bf3 Be6 16.Qg2 O-O-O 17.Na3 Ng6 18.Qd2 f4 19.Bf2 Bh3 20.Rfb1 Bf5 21.Nc2 h6 22.gxh6 Rxh6 23.Nb4 Qe6 24.Qe2 Ne7 25.b3 Qg6+ 26.Kf1 Bxb1 27.bxc4 dxc4 28.Qb2 Bd3+ 29.Ke1 Be4 30.Qe2 Bxf3 31.Qxf3 Rxh2 32.d5 Qf5 33.O-O-O Rh3 34.Qe2 Rxc3+ 35.Kb2 Rh3 36.d6 Nec6 37.Nxc6 Nxc6 38.e6 Qe5+ 39.Qxe5 Nxe5 40.d7+ Nxd7, белые сдались.
Правила рокировки нетвёрдо знают даже некоторые ведущие шахматисты мира. Так, в 1974 г. Виктор Корчной спросил судью, можно ли рокировать, если ладья находится под боем. Он же в одной из «быстрых» партий сделал рокировку, несмотря на то, что его король уже ходил. Ошибка была замечена слишком поздно; по предложению Корчного в партии была зафиксирована ничья. Анатолий Карпов грешил технически неправильным совершением хода — переставлял сперва ладью.